# Шри Мариамман (Сингапур)
Шри Мариамман — старейший в Сингапуре индуистский храм. Храм построен в дравидийском стиле. Он расположен по адресу Саут-Бридж-роуд 244, в центральном районе Чайна-таун Сингапура, и служит культовым местом для большинства сингапурцев индийского происхождения. Из-за своей архитектурной и исторической значимости храм был признан памятником национального значения и считается одной из главных достопримечательностей Сингапура. Шри Мариамман находится в ведомости «Hindu Endowments Board», государственного комитета при министерстве общественного развития, молодежи и спорта Сингапура.
Храм Шри Мариамман был основан в 1827 году благодаря усилиям Нарайны Пиллаи, 8 лет спустя после того, как Британская Ост-Индская компания основала торговое поселение в Сингапуре. Пиллаи служил чиновником в Пинанге прежде чем прибыл в Сингапур вместе со Стэмфордом Раффлзом во время его второго посещения острова в мае 1819 года. Пиллаи основал в Сингапуре первую строительную компанию, а также преуспел в текстильной торговле. Успехи Пиллаи привели к признанию его лидером среди индийской общины.

## Место для храма

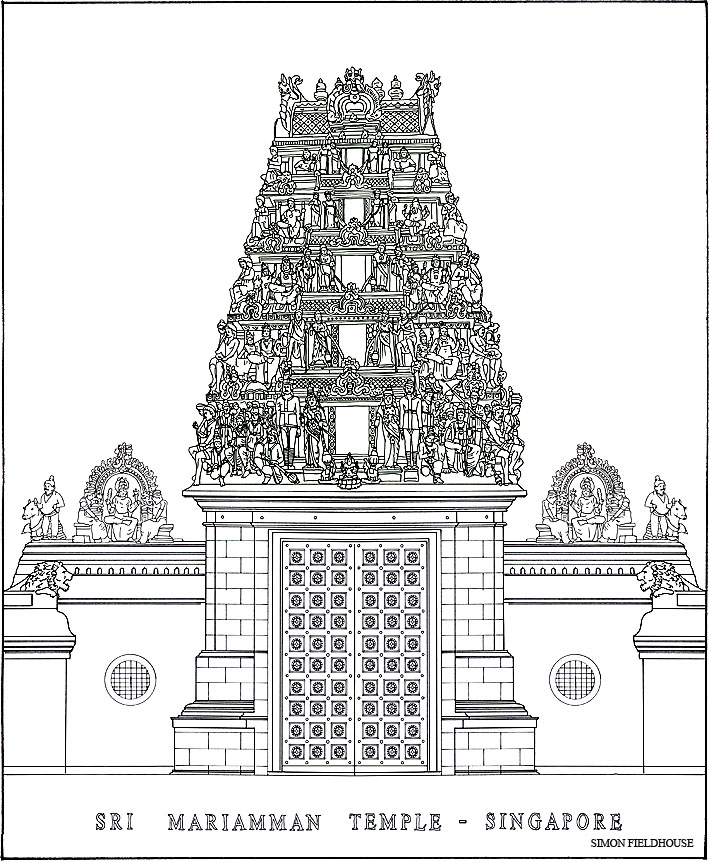
Шри Мариамман, графический рисунок.

Первоначально британские власти выделили землю для индуистского храма на улице Телок-Эйр-стрит. Эта улица тянулась вдоль одноимённого залива Телок Эйр, возле которого селились первые азиатские иммигранты в Сингапуре, там же они молились и благодарили своих богов за удачное плавание. Тхиан Хок Кенг и мечеть Нагоре Дурга, ранние культовые сооружения соответственно китайцев и индийцев-мусульман, располагались в этой местности. Однако территория у Телок-Эйр-стрит не обладала подходящим источником пресной воды, необходимой для совершения индуистских ритуалов.
Британский резидент Сингапура Уильям Фаркухар передал Нарайне Пиллаи землю для храма возле канала Стэмфорд в 1821 году. Однако новое место оказалось вновь неподходящим из-за Плана Джексона 1822 года, в котором оно предназначалось для других целей.
В 1823 году нынешнее место расположения храма у Саут-Бридж-роуд было наконец передано Пиллаи для возведения индуистского храма. Боковые улицы, примыкающие к храму, получили позднее из-за храма соответствующие названия: Пагода-стрит и Тэмпл-стрит.

## Первоначальный храм

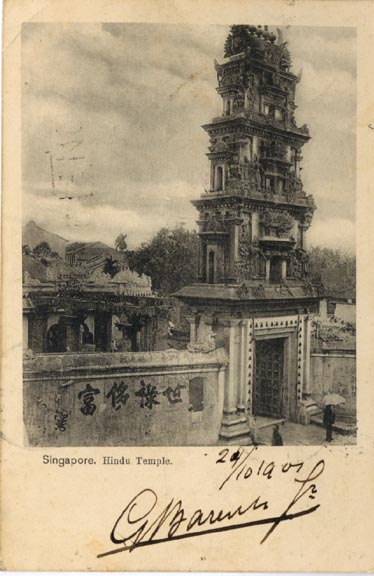
Первоначальный трёхуровневый гопурам.

В 1827 году благодаря усилиям Нарайны Пиллаи был воздвигнут простой храм из дерева и нипы. В том же году он велел установить в храме Синну Амман, олицетворяющую собой богиню Мариамман. Мариамман особенно почитаема среди сельского населения Южной Индии как богиня-мать и как защитница от болезней. Согласно «Hindu Endowments Board», в чьём ведомстве сейчас находится храм, нынешняя святыня Мариамман в центральном месте храма и является первоначально установленной Пиллаи в 1827 году. Храм по обыкновению был назван по имени его главной святыни, также он был известен в различные времена как Sithi Vinayagar и Gothanda Ramaswamy Mariamman Temple, или проще, Мариамман Ковил (ковил на тамильском языке означает храм).

## Исторические изменения
Территория храма увеличилась в марте 1831 года, когда ему была передана в дар земля, находившаяся в частной собственности. Об этом событии до сих пор напоминает памятная доска, сохранившаяся в храме.
Самые старые участи кирпичной конструкции храма датируются 1843 годом, дополнения и изменения в ней происходили на протяжении всей истории храма. Считается, что большая часть работ в храме, особенно сложные гипсовые скульптуры и украшения были изготовлены мастерами из Нагапаттинама и Куддалора, районов Южной Индии. Принято считать, что основная часть современного храма была сооружена в 1862—1863 годах. Дорожку, соединяющую главный вход с основным храмом, покрывала нипа, пока не пострадала от пожара в 1910 году. Архитектурная компания «Swan and Maclaren» разработала новую дорожку в 1915 году.
Первоначальный трёхуровневый гопурам был воздвигнут в 1903 году, он был меньше и менее украшен чем нынешний. Современный же 6-уровневый гопурам был построен в 1925 году. Он был реставрирован в 1960-е годы.
В 1940-е годы на территории храма существовал колодец, позднее засыпанный.
Храм Шри Мариамман был включён в число памятников национального значения 6 июля 1973 года.

## Святыни и божества

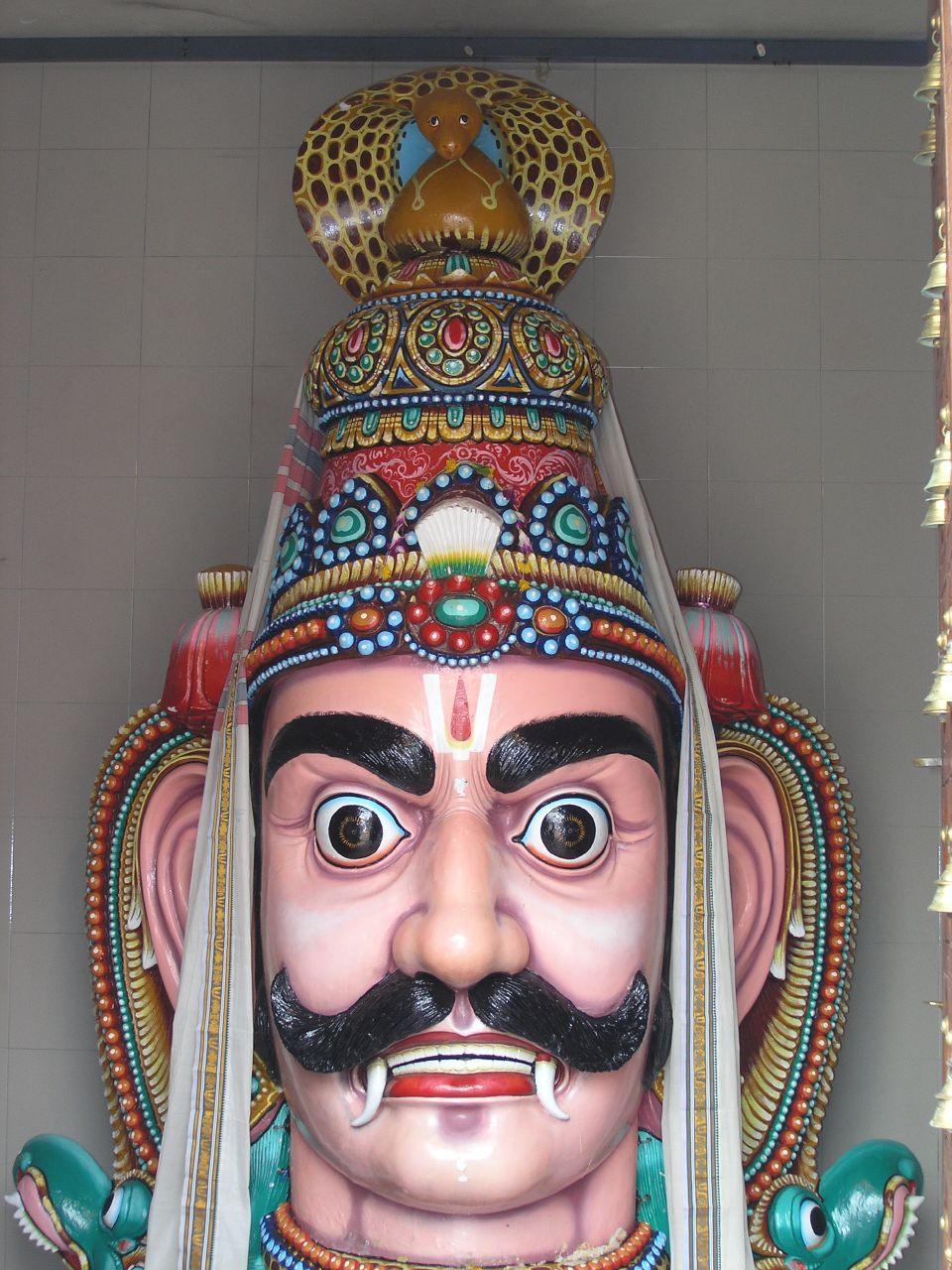
Статуя Иравана в храме.

Центральное место в главном молитвенном зале храма занимает богиня-мать Мариамман, по обеим сторонам которой располагаются святыни Рамы и Муругана. Главный молитвенный зал окружён отдельно стоящими святилищами в подобно павильону конструкциях, украшенными купольными крышами, известными как Вимана. Они посвящены следующим божествам: Дурге, Ганеше, Мутхуларадже (деревенское тамильское божество, известное также как Матураи Виран), Иравану и Драупади.
Святилище Драупади — второе по важности в храме из-за его центральную роль в церемонии тхимитхи или хождения по горящим углям, проходящей в Шри Мариамман. Слева от Драупади располагаются пятеро братьев Пандавов из эпоса «Махабхарата» — Юдхиштхира, Бхима, Арджуна, Накула и Сахадева.
Важной деталью храма также является отдельно стоящий флагшток. За несколько дней до главных праздников или религиозных ритуалов на нём поднимается знамя. В храме располагаются ещё и скульптуры лингам и йони.

## Праздники
Каждые 12 лет согласно индуистской традиции храм вновь освящается. Ежегодный праздник тхимитхи представляет собой торжественное шествие от храма Шри Шриниваса Перумал до Шри Мариамман, он отмечается за неделю до дипавали, главного индуистского праздника.